# Filindé
Filindé est une localité du Cameroun située dans l'arrondissement de Petté, le département du Diamaré et la région de l’Extrême-Nord. Elle fait partie du canton de Malam Petel.

## Population
En 1975, la localité comptait 55 habitants, des 170 Peuls.
Lors du recensement de 2005, on y a dénombré 208 personnes.